# Mehdi Ben Ghenia
Mehdi Ben Ghenia, né le 21 janvier 1987, est un basketteur tunisien.

## Carrière
- 2009-2016 : Club africain
- 2016-2022 : Jeunesse sportive d'El Menzah
- 2022-2023 : Club africain
- 2023 (2 mois) : Ezzahra Sports
- depuis 2024 : Jeunesse sportive d'El Menzah

## Palmarès
- Champion de Tunisie : 2015, 2016
- Coupe de Tunisie : 2015